# Morsa
La morsa (Odobenus rosmarus) és un animal mamífer carnívor i semiaquàtic que habita a les costes dels mars freds de l'hemisferi nord. Les morses es caracteritzen per les seves pells arrugades de color gris i rosat. També es distingeixen pels seus bigotis llargs, les aletes planes, els seus cossos greixosos i sobretot pels llargs queixals blancs.
Aquests individus tenen la pell gruixuda, entre 2 i 4 cm de gruix. Un tret distintiu entre mascles i femelles són els grans nòduls que apareixen sovint en la pell dels mascles. Aquests nòduls apareixen durant l'època de pubertat com a caràcters sexuals secundaris. El pelatge de la morsa canvia de color segons la temperatura; a l'aigua freda tenen un color gris clar mentre que a temperatures més càlides presenten cossos més rosats a causa de la dilatació dels vasos sanguinis de la pell i l'increment de circulació associat. Les morses tenen pèl que recobreix tot el cos a excepció de les aletes. Tots dos gèneres muden el pèl durant l'any, però el mascle ho fa entre juny i agost mentre que les femelles poden trigar més temps a mudar-lo.
Dins d'aquesta espècie trobem tres subespècies:
- Odobenus rosmarus rosmarus, la morsa de l'Atlàntic.
- Odobenus rosmarus laptevi, la morsa mar de Làptev.
- Odobenus rosmarus divergens, la morsa del Pacífic.

El nom llatí d'Odobenus prové del grec odous ('dent') i baino ('caminar'), ja que es va observar que les morses utilitzaven els seus queixals per impulsar-se i ajudar-se a sortir de l'aigua. Rosmarus prové del suec, d'una paraula que significa 'morsa'. Pel que fa a la subespècie divergens fa referència als seus queixals.

## Descripció
L'espècie Odobenus rosmarus, tradicionalment coneguda com a morsa, és un mamífer carnívor semiaquàtic que habita en mars àrtics. Les morses es caracteritzen per les seves pells arrugades de color gris i rosat. També es distingeixen pels seus llargs bigotis, les aletes planes, els seus cossos greixosos i sobretot pels llargs queixals blancs.
Aquests individus tenen la pell gruixuda, entre 2 i 4 cm de gruix. Un tret distintiu entre mascles i femelles són els grans nòduls que apareixen sovint en la pell dels mascles. Aquests nòduls apareixen durant l'època de pubertat com a caràcters sexuals secundaris. El pelatge de la morsa canvia de color segons la temperatura; a l'aigua freda tenen un color gris clar mentre que a temperatures més càlides presenten cossos més rosats a causa de la dilatació dels vasos sanguinis de la pell i l'increment de circulació associat. Les morses tenen pèl que recobreix tot el cos a excepció de les aletes. Tots dos gèneres muden el pèl durant l'any, però el mascle ho fa entre juny i agost mentre que les femelles poden trigar més temps a mudar-lo.
Pel que fa a les seves mides, difereixen segons la subespècie. Les morses del Pacífic tenen una mida superior respecte les altres subespècies. Els mascles pesen al voltant de 1000 kg podent arribar a pesar fins a 1.800 kg, tot i que la morsa del Pacífic més gran que s'ha arribat a descriure (actualment conservada al Museu Horniman de Londres) va arribar a pesar 2.265 kg i mesurar 9,14 m de longitud. Pel que fa a la seva llargada, normalment mesuren al voltant d'uns 2-3 metres. Entre els individus de la subfamília dels pinnípedes, només alguns elefants marins superen la seva mida.
Els seus únics enemics són l'ésser humà, l'orca i l'os polar, tot i que hi ha evidència que gràcies als ullals d'ivori han pogut matar algun os polar. Estan oficialment protegides als Estats Units i al Canadà, tot i que se'n permet una quota de caça a les ètnies indígenes d'Alaska i que no es permet l'exportació d'ullals encara que, en la pràctica, es venen obres artístiques fetes amb aquests.
A Europa, només hi ha morses a Groenlàndia i Svalbard, ja que les que hi ha a la Terra de Francesc Josep es considera que ja pertanyen geogràficament al continent asiàtic.
La morsa de l'Atlàntic (Odobenus rosmarus rosmarus) habita en regions extenses des de la regió àrtica canadenca fins al mar de Kara. Es calcula que aproximadament existeixen uns 22.500 exemplars d'aquesta subespècie (12.000 al Canadà, 6.000 a Rússia i Noruega i les 4.500 restants a Groenlàndia).
Pel que fa a l'Odobenus rosmarus divergens o morsa del Pacífic, com bé indica el seu propi nom, aquesta subespècie habita en les aigües del Pacífic. D'aquesta subespècie existeixen almenys uns 200.000 exemplars distribuïts en les costes de Rússia i els Estats Units.

## Alimentació
Les morses s'alimenten d'una gran varietat d'invertebrats tous que es troben sota el fons marí. Per tal de trobar les seves preses, s'ajuden dels seus bigotis amb capacitat perceptiva. La seva alimentació es basa principalment en mol·luscs, cucs i cogombres de mar, entre d'altres. Algunes d'elles, especialment els mascles, són reconeguts per caçar foques i aus marines.

## Cicle vital
Els mascles, igual que les femelles, assoleixen la maduresa sexual entre els 6 i 9 anys, però no és fins als 15 anys (amb un ple desenvolupament físic) que els mascles tenen l'oportunitat d'aparellar-se i competir per les femelles. Els mascles competeixen i entren en combat pel territori, i seran els guanyadors els que s'aparellaran amb un gran nombre de femelles.
Les morses s'aparellen a l'aigua. Un cop donada la fertilització, l'òvul es manté dorment durant mesos. La durada del període de gestació és d'11 mesos, però transcorren 15 o 16 mesos des del moment de l'aparellament fins al part. Només donen a llum una sola cria, sobre terra o en blocs de gel. Les cries pesen entre 45 i 75 kg i són alletades durant un període màxim de dos anys, generalment a l'aigua. Les cries passen 3 o 5 anys amb la mare, ja que són extremadament protectores amb les cries.

## Migració
Les morses del Pacífic viuen durant l'hivern en les zones gelades del mar de Bering abans de separar-se i migrar durant la primavera. És en aquesta estació, quan les femelles amb cries migren des del nord del Mar de Bering fins al Mar dels Txuktxis. La majoria de mascles prefereixen emigrar cap a les badies de Bristol. Cap a la fi de la tardor, les morses tornen als seus llocs d'origen.